# Vassili Pouzanov-Moliov
Vassili Pouzanov-Moliov (en russe : Василий Дмитриевич Пузанов-Молёв) est un peintre russe, fondateur de l'école de peinture de miniatures laquées, de Kholoui. Il naît le 17 novembre 1892, dans une famille d'artisans-cordonniers.

## Biographie
Après avoir reçu son diplôme d'école primaire, il rentre à l'école d'iconographie de Kholoui. Il y est formé par E. A. Zarine, diplômé de l'académie des beaux-arts de Saint-Pétersbourg. En 1909, il est envoyé à l'École Stroganoff de Moscou pour avoir été le meilleur élève de son école. Il participe à la réalisation de la peinture de la Cathédrale Féodorovsky à Tsarskoïe Selo, à celle de la cathédrale de Dragomilov à Moscou, et encore à celle de la Banque d'État à Nijni Novgorod.

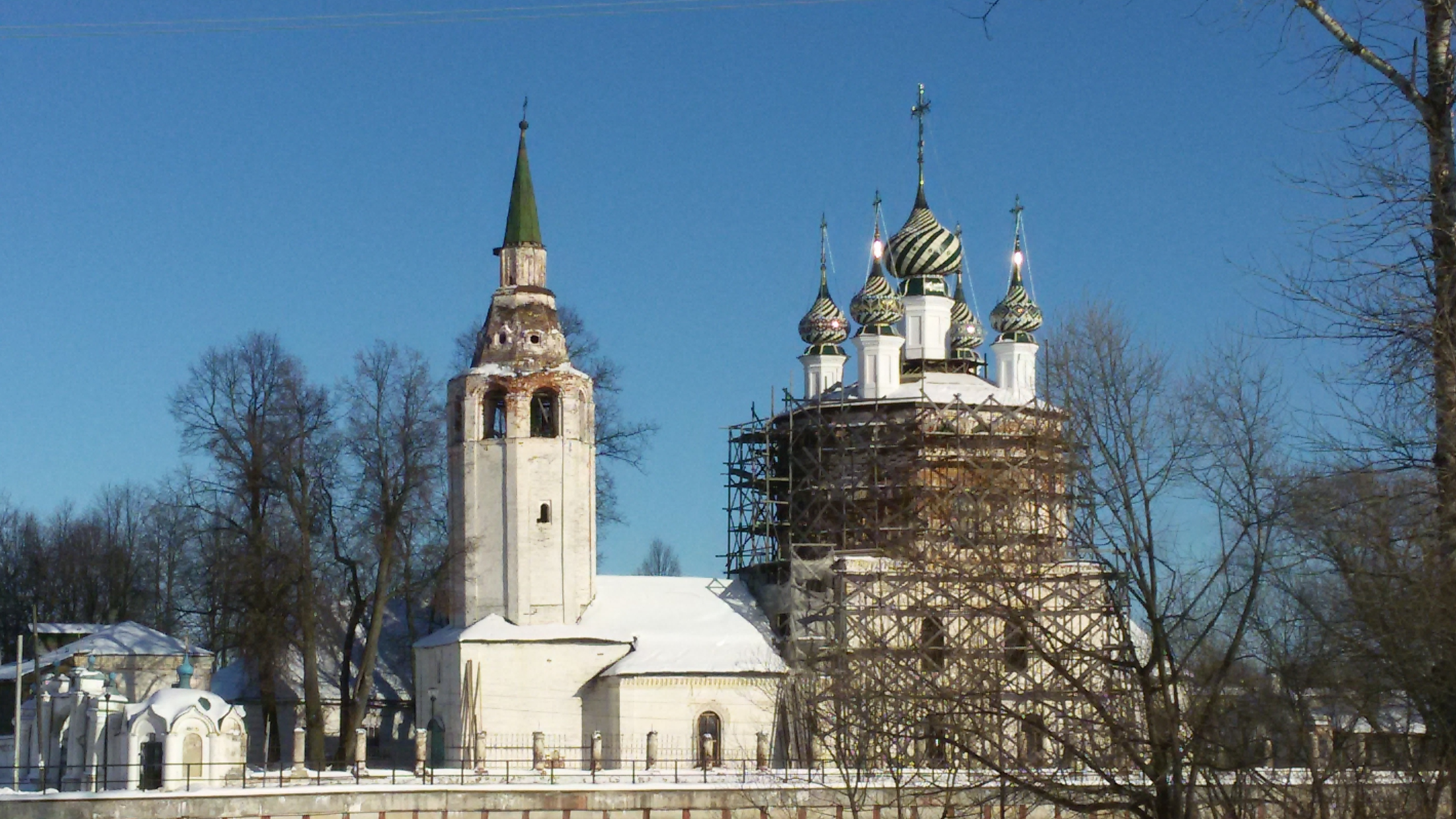
Église de la Sainte-Trinité à Kholouï en restauration en 2017

En 1933, après une visite à Palekh, à l'atelier du peintre Nikolaï Parilov, dont il admire les miniatures laquées sur papier-mâché, il revient à Kholoui avec l'intention de s'essayer à cette forme d'art. Toutefois il souhaite non pas imiter la miniature de Palekh, mais chercher son propre style. Depuis 1943, les thème historiques apparaissent dans l'œuvre de Pouzanov-Moliov. Il crée ainsi toute une série de compositions : Duel sur le champ de Koulikovo, Dmitri Donskoï refuse de payer l'impôt aux Tatares, l'appel de Kouzma Minine et de Dmitri Pojarski et d'autres encore. C'est à lui aussi que Kholoui doit l'apparition du conte dans la miniature. Son chef-d'œuvre le plus connu est La Volga réalisé en 1957.  

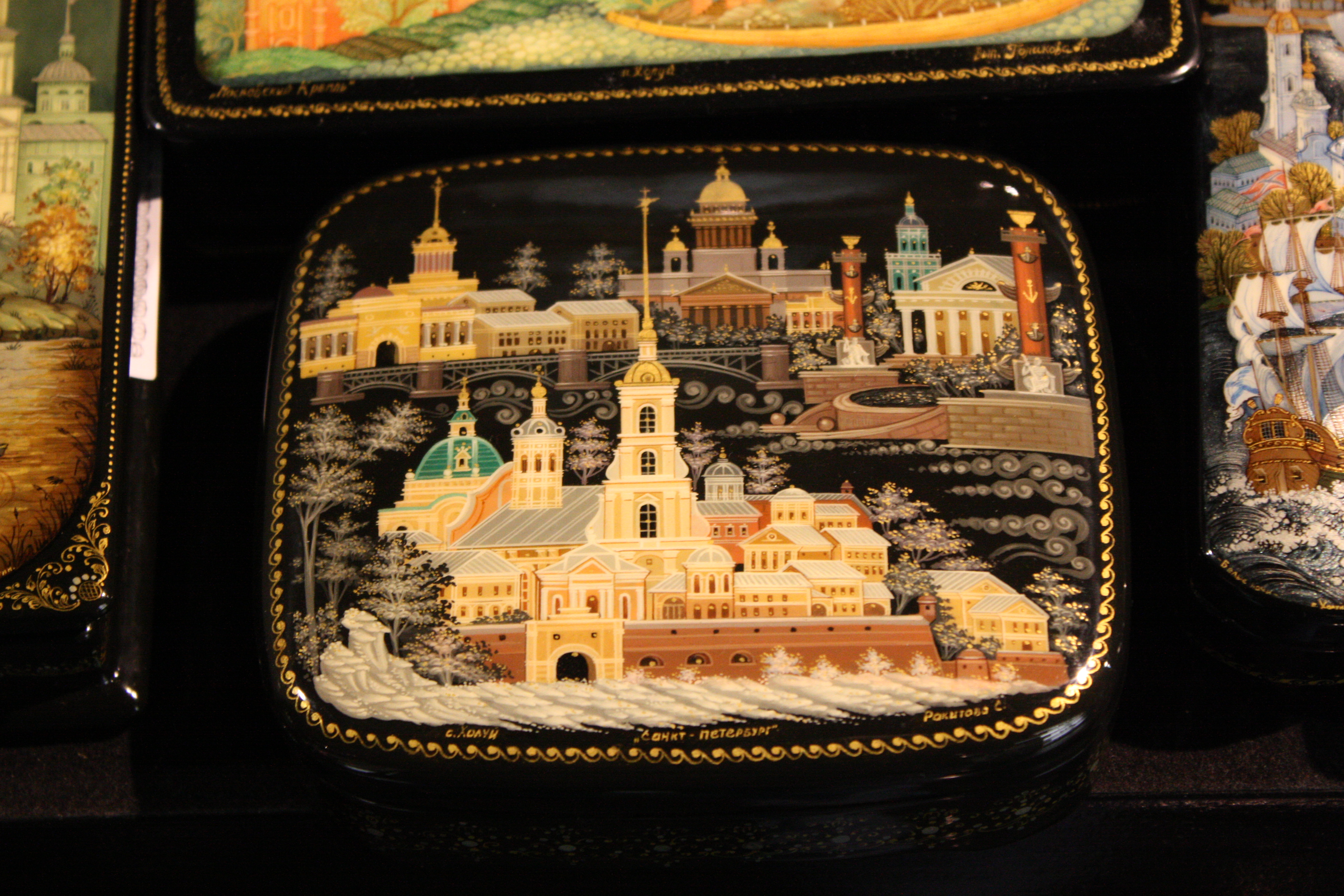
Miniature laquée de Kholoui

Les œuvres de Pouzanov-Moliov ont été exposées à Paris, New York, Bruxelles, Londres. Pouzanov a reçu le titre d'artiste émérite de la République socialiste fédérative soviétique de Russie. Il a enseigné pendant plus de dix ans à l'école professionnelle des beaux arts de Kholoui. Il a réussi à créer un style d'écriture picturale affirmé et différent de celui de Palekh et de Mstiora et à faire preuve d'une grande ingéniosité créative. Les principes de son art ont ensuite été utilisés par plusieurs générations d'artistes miniaturistes.
Vassili Pouzanov-Moliov est mort en 1961.

## Maison-musée du peintre Pouzanov-Moliov
L'artiste a vécu et a travaillé dans une maison, située dans le petit village de Kholoui, le long de la rivière Teza pendant plus de 40 ans. Le mobilier a été conservé en l'état avec ses chaises de style viennois, son canapé, le miroir dans un cadre sculpté. La table de travail de l'artiste avec ses palettes, ses pinceaux , les couleurs qu'il utilisait ont été conservés également. Au-dessus de sa table une boule de verre remplie d'eau permettait, en plaçant une lampe à pétrole derrière elle, d'intensifier la lumière, de la concentrer sur une partie de la table pour réaliser les miniatures. Les objets ou les modèles à peindre sont placés à cet endroit, le reste de la pièce étant plongé dans l'obscurité. Le musée présente sur ses murs des originaux de peintures d'icônes. Également des esquisses et des croquis pour des miniatures réalisés par Pouzanov-Moliov à différentes périodes de sa carrière. Après la révolution d'Octobre 1917 les peintres de Kholoui ont longtemps cherché de nouvelles voies et la majeure partie de l'artel travaille à cette époque sur toile ou réalise des tapisseries et non pas des miniatures laquées sur papier-mâché. Ils avaient beaucoup de succès et vendaient bien. 
Jusque dans les années 1950 ce développement des toiles et tapis a restreint le développement de la peinture de miniatures.
Une partie du musée est consacrée à la vie et l'œuvre du peintre académicien Nikolaï Kharlamov (ru) qui fut professeur à
l'Académie russe des beaux-arts et qui dirigea l'école d'iconographie de Kholoui. Il connaissait de nombreux artistes réputés, tels que Victor Vasnetsov et Ilia Répine. Il s'était lié d'amitié avec Andreï Riabouchkine en travaillant avec lui sur les mosaïques de la Cathédrale Saint-Sauveur-sur-le-Sang-Versé de Saint-Pétersbourg et de la Cathédrale Saint-Alexandre-Nevsky et d'autres encore. 

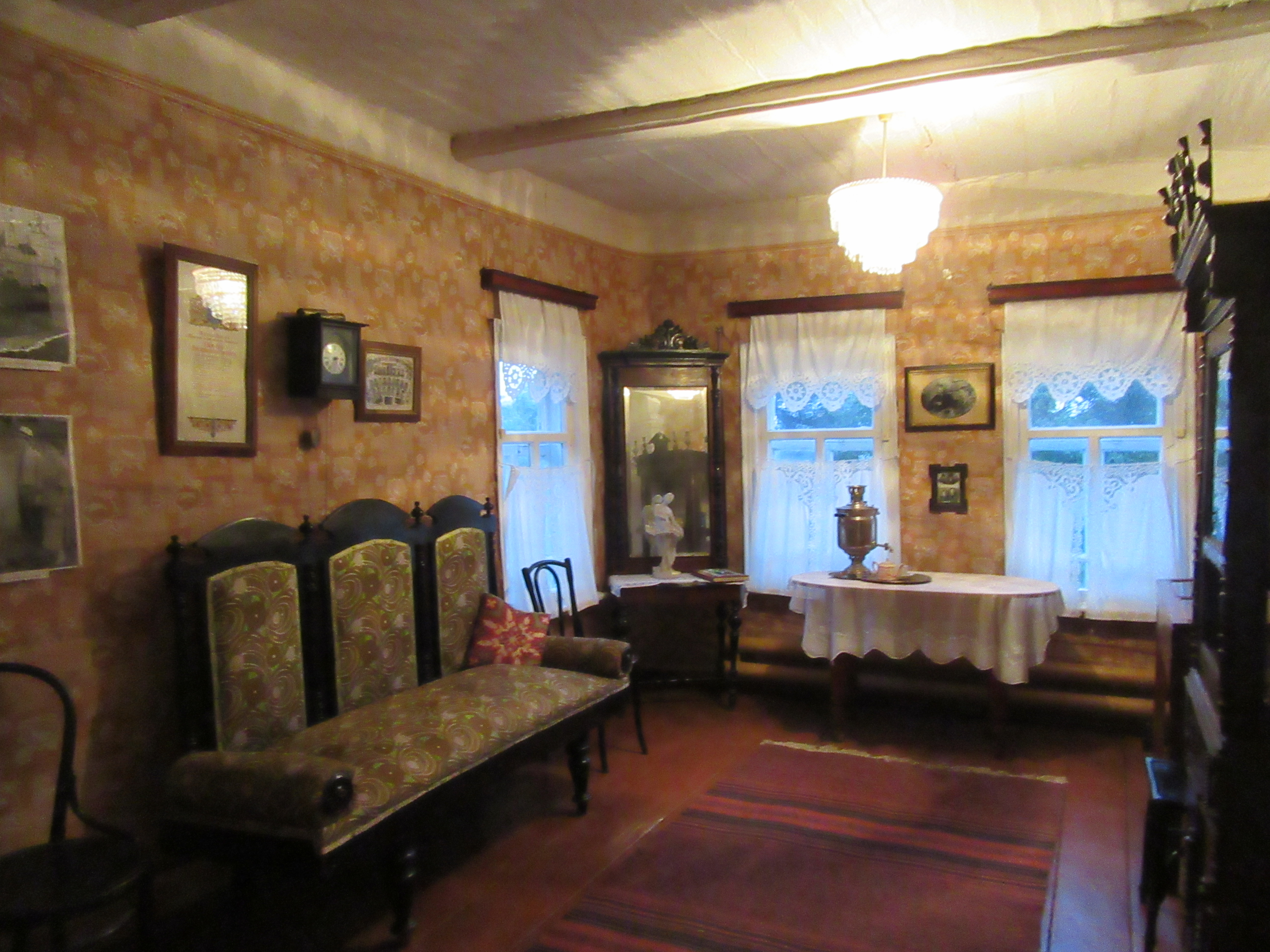
Musée Vassili Pouzanov-Moliov à Kholoui
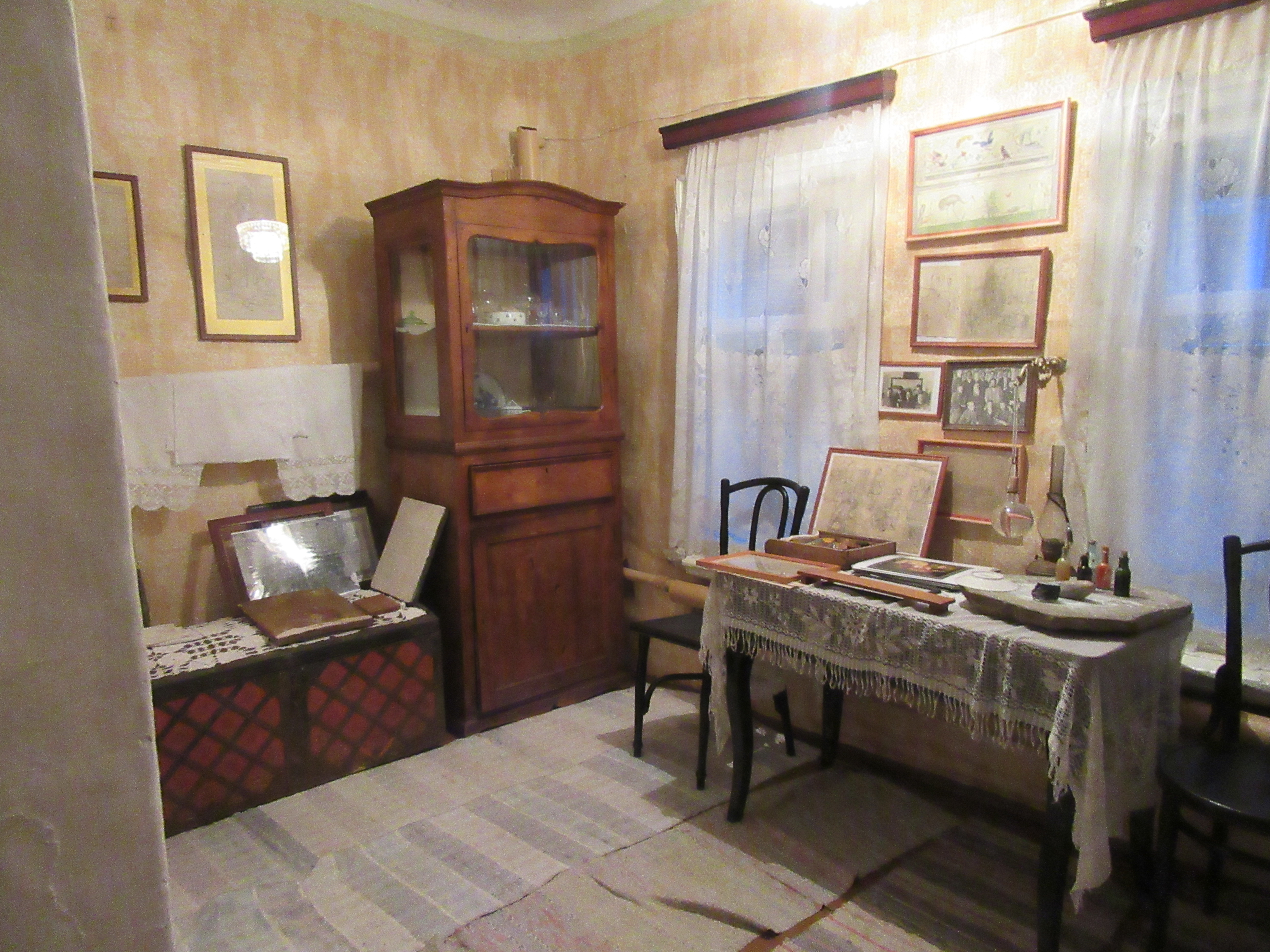
Pièce de la maison musée de Pouzanov-Moliov
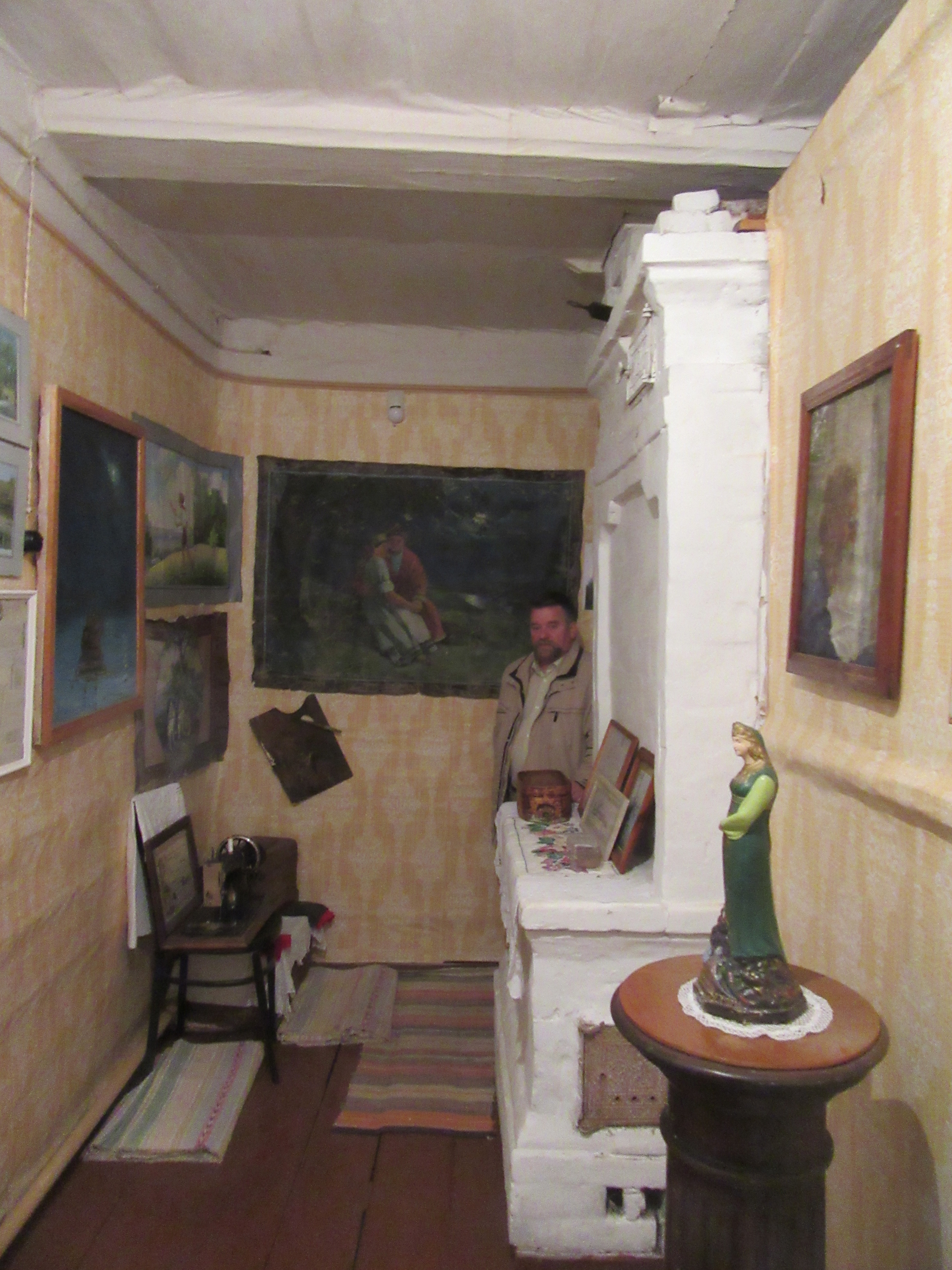
Galerie de tableaux au musée Pouzanov-Moliov

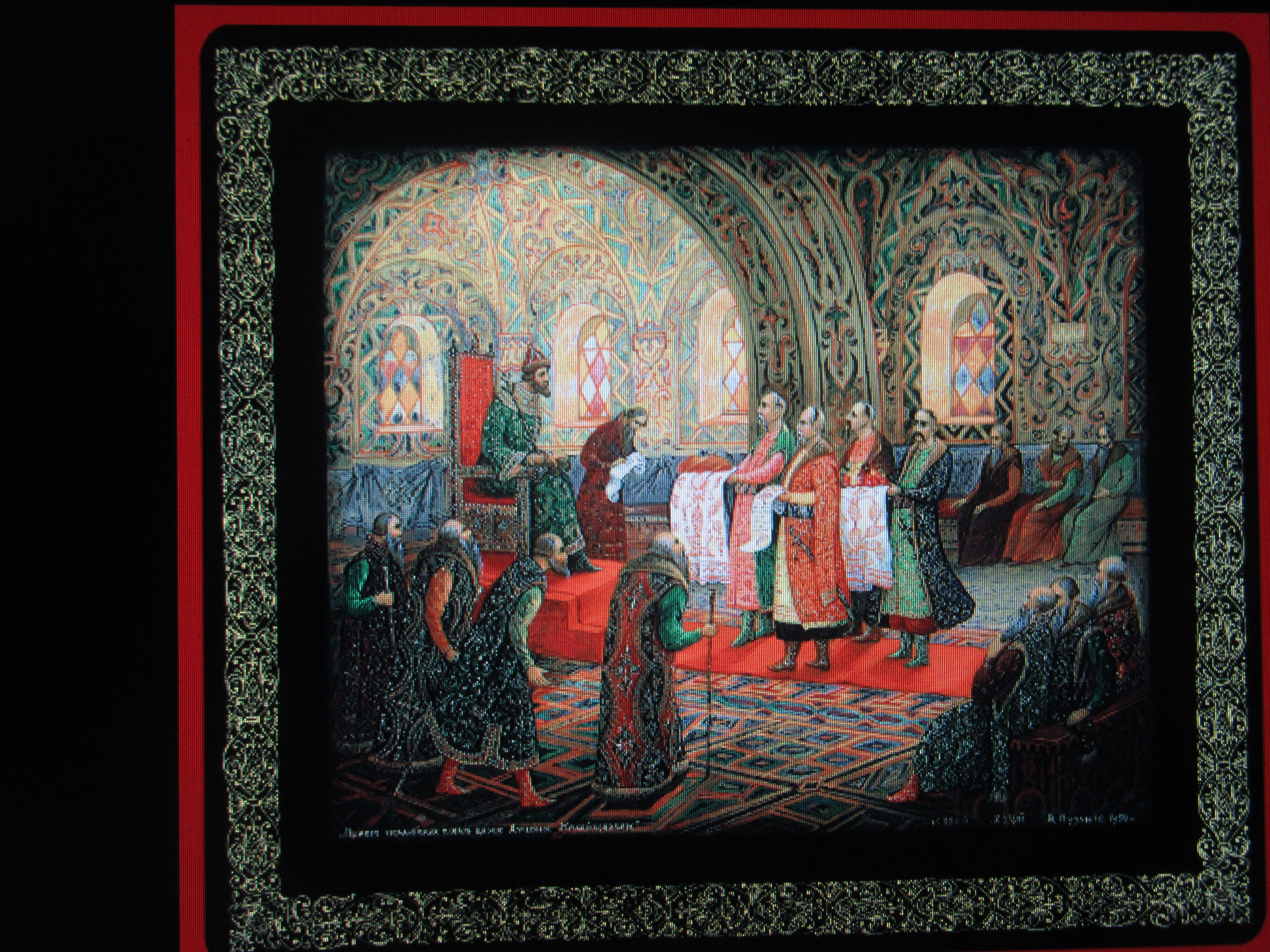
Miniature de Kholoui par Vassili Pouzanov-Moliov
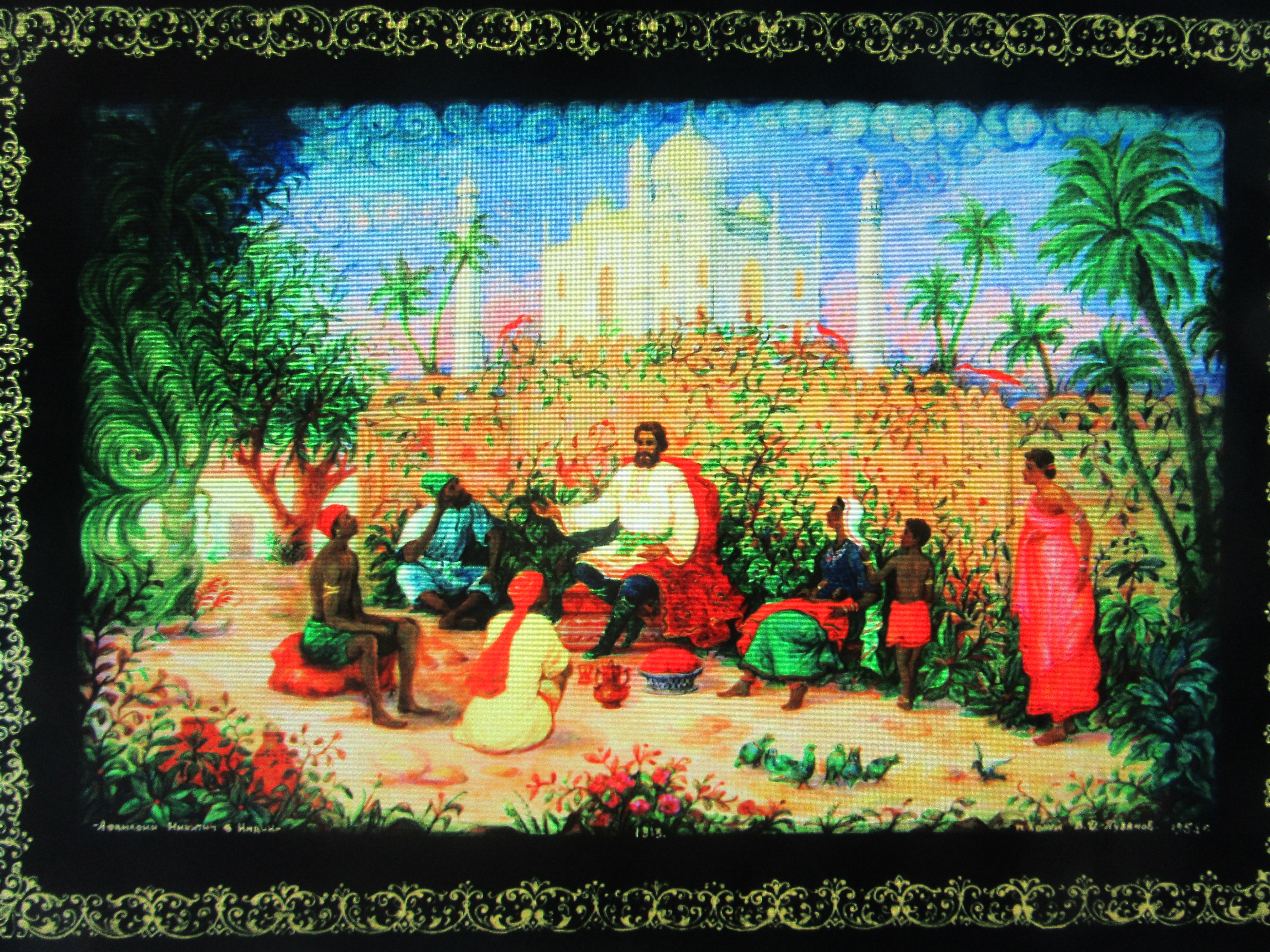
Miniature laquée de Vassili Pouzanov-Moliov
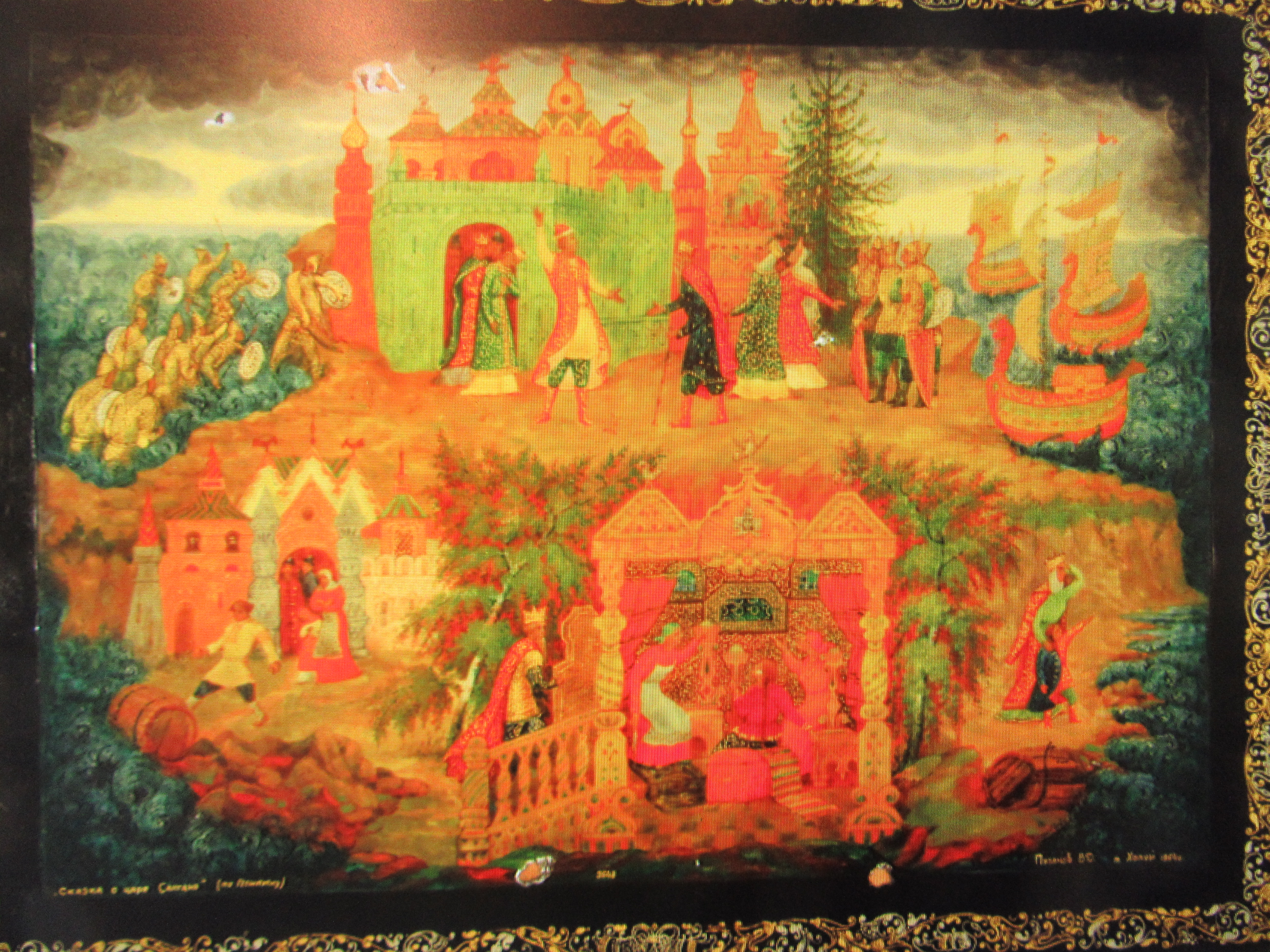
Miniature sur papier-mâché à Kholoui en Russie

Parmi les archives provenant du musée, la correspondance de Pouzanov-Moliov avec le grand peintre russe Pavel Korine (né à Palekh en 1892) est à signaler. Durant leur jeunesse ils étudient ensemble au palais de l'iconostase de Moscou. Sous la direction de Mikhaïl Nesterov ils participent avec Pavel Korine à la décoration et à la peinture du Couvent des Saintes-Marthe-et-Marie. Le musée conserve également de nombreuses photographies des années 1930 des membres de l'artel de Kholoui de miniatures laquées et des étudiants de Pouzanov-Moliov.